# Blaubart-Blattvogel
Der Blaubart-Blattvogel (Chloropsis cyanopogon) ist eine Vogelart aus der Familie der Blattvögel (Chloropseidae). Der Vogel kommt in Südostasien in Brunei, Indonesien, Malaysia, Myanmar, Malaiische Halbinsel und Thailand vor. Das Verbreitungsgebiet umfasst tropischen oder subtropischen feuchten Tiefwald und deren Ränder.
Der lateinische Artzusatz kommt von altgriechisch κυανός kyanós „dunkelblau“ und πώγων pṓgōn „Bart“ und entspricht dem deutschen „Blaubart“.

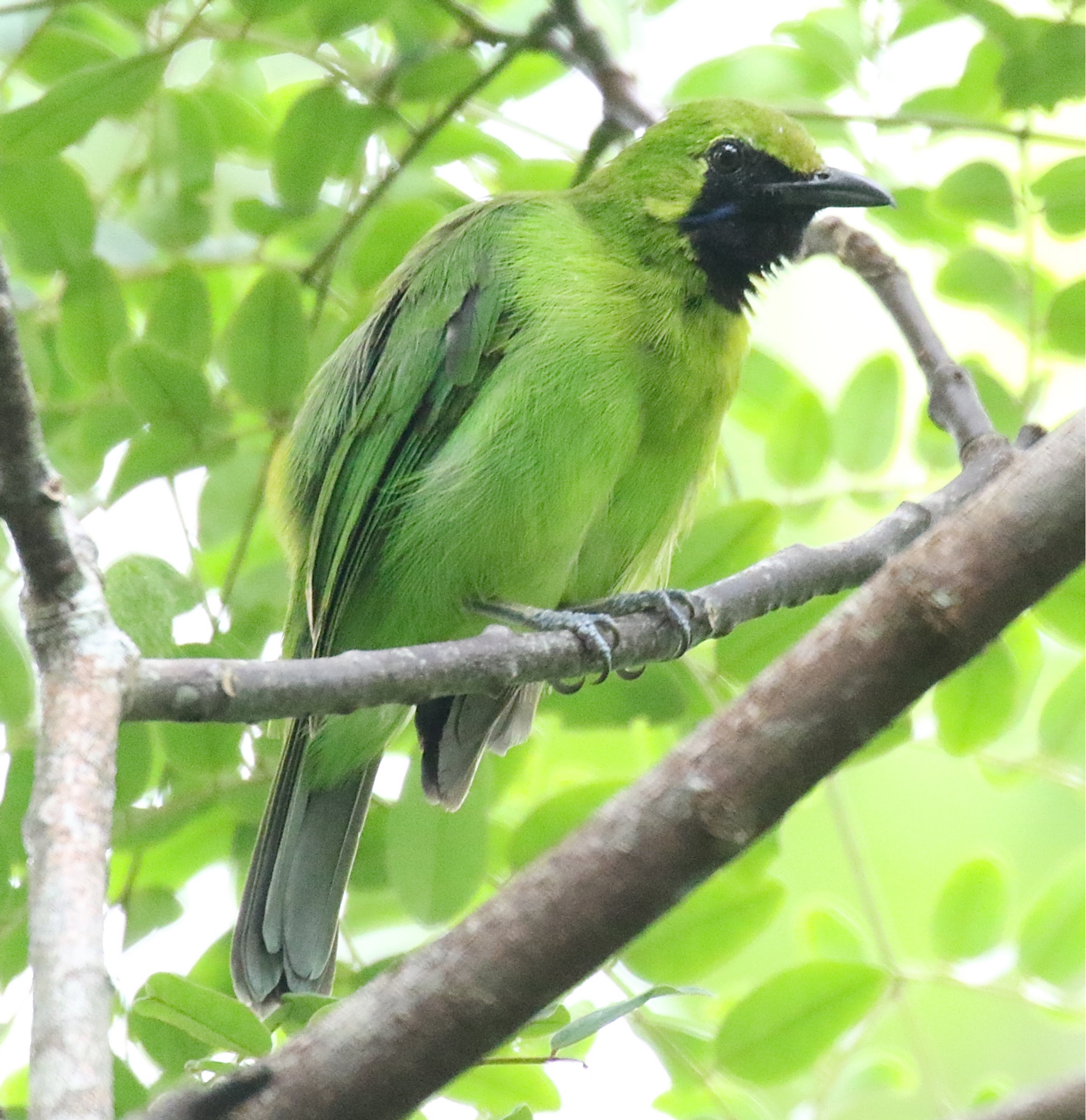
Sepilok Nature Resort – Sabah, Borneo – Malaysia

## Merkmale
Der Vogel ist 15–16 cm groß, das Männchen wiegt 20–23, das Weibchen 18–21 g. Das Männchen sieht dem Dickschnabel-Blattvogel (Chloropsis sonnerati) sehr ähnlich, ist allerdings kleiner, hat einen schlankeren Schnabel und eine gelbliche Umrandung des schwarzen Gesichtes. Die schwarze Maske reicht über die Kehle bis zur Brust und zum Schnabelansatz. Auf den Handschwingen ist ein bläulich-grüner Schimmer zu sehen. Der Rest des Gefieders ist leicht glänzend grasgrün, die Unterseite ist etwas blasser. Die Iris ist dunkelbraun, der Schnabel schwärzlich, der Unterschnabel schieferschwarz.
Weibchen und Jungvögel sind durchgehend grün ohne gelbliche Kehle und Augenring. Das Weibchen hat einen leichten gelben Schimmer auf den Ohrdecken.

## Geografische Variation
Es werden folgende Unterarten anerkannt:
- C. c. septentrionalis Robinson & Kloss, 1919 – englisch Yellow-bordered Leafbird – äußerster Süden Myanmars (Tanintharyi-Region), Südwesten Thailands und Norden der malaiischen Halbinsel
- C. c. cyanopogon Temminck, 1830, Nominatform – englisch Lesser Green Leafbird – Süden der malaiischen Halbinsel, Sumatra und Borneo (auch Pulau Banggi)

## Stimme
Der Gesang des Männchens wird als laute, variierte Folge von trällernden Phrasen beschrieben.

## Lebensweise
Die Nahrung ist vielfältig, sie besteht aus Gliederfüßern, Früchten, gelegentlich auch Nektar.
Die Brutzeit liegt zwischen Februar und August.

## Gefährdungssituation
Der Bestand gilt als potentiell gefährdet (near threatened) aufgrund von Habitatverlust.